# Erich Conard
Erich Conard, född John Erik Conrad Fahlström den 12 maj 1924 i Stockholm, är en svensk pressfotograf och skådespelare.

## Filmmedverkan roller
- 1951 - Hon dansade en sommar
- 1951 - Bärande hav